# Issa Kallon
Issa Kallon (ur. 3 stycznia 1996 w Zeist) – sierraleoński piłkarz grający na pozycji lewoskrzydłowego. Od 2017 jest zawodnikiem klubu SC Cambuur.

## Kariera piłkarska
Swoją piłkarską karierę Kallon rozpoczynał w juniorach takich klubów jak: VV Jonathan (2003-2005) i SBV Vitesse (2005-2014). W 2014 roku został zawodnikiem FC Utrecht i 24 sierpnia 2014 zadebiutował w jego barwach w Eredivisie w wygranym 2:1 wyjazdowym meczu z Feyenoordem.
W lipcu 2016 Kallon został wypożyczony do grającego w Eerste divisie, FC Emmen. Swój debiut w nim zaliczył 8 sierpnia 2016 w zremisowanym 1:1 wyjazdowym meczu z rezerwami Ajaksu. W Emmen spędził rok.
W sierpniu 2017 Kallon odszedł z Utrechtu do SC Cambuur. Swój debiut w nim zanotował 18 sierpnia 2017 w przegranym 1:2 domowym meczu z rezerwami Ajaksu. W sezonie 2020/2021 wywalczył z Cambuurem awans z Eerste divisie do Eredivisie.
| Sezon   | Klub       | Kraj     | Rozgrywki      | Mecze | Gole |
| ------- | ---------- | -------- | -------------- | ----- | ---- |
| 2014/15 | FC Utrecht | Holandia | Eredivisie     | 5     | 0    |
| 2015/16 | FC Utrecht | Holandia | Eredivisie     | 1     | 0    |
| 2016/17 | FC Emmen   | Holandia | Eerste divisie | 37    | 4    |
| 2017/18 | SC Cambuur | Holandia | Eerste divisie | 31    | 2    |
| 2018/19 | SC Cambuur | Holandia | Eerste divisie | 27    | 0    |
| 2019/20 | SC Cambuur | Holandia | Eerste divisie | 22    | 6    |
| 2020/21 | SC Cambuur | Holandia | Eerste divisie | 31    | 11   |

## Kariera reprezentacyjna
Kallon grał w młodzieżowych reprezentacjach Holandii na różnych szczeblach wiekowych: U-16, U-17, U-18, U-19 i U-20. W 2015 roku wystąpił z kadrą U-19 na Mistrzostwach Europy U-19.
W reprezentacji Sierra Leone Kallon zadebiutował 16 stycznia 2022 w zremisowanym 2:2 meczu fazy grupowej Pucharu Narodów Afryki 2021 z Wybrzeżem Kości Słoniowej. Na tym turnieju zagrał również w innym meczu grupowym, z Gwineą Równikową (0:1).